# Перелік пам'яток культурної спадщини, що не підлягають приватизації (Вінницька область)
В Вінницькій області до переліку пам'яток культурної спадщини, що не підлягають приватизації, внесено 240 об'єктів культурної спадщини України.

## Вінницька міська рада
| Найменування пам'ятки                                       | Час створення                    | Місце розташування                        | Охоронний номер |
| ----------------------------------------------------------- | -------------------------------- | ----------------------------------------- | --------------- |
| Особняк                                                     | кінець XIX сторіччя              | м. Вінниця, вул. Г. Артинова, 21          | 212-М           |
| Будинок житловий                                            | кінець XIX — початок XX сторіччя | м. Вінниця, вул. І. Бевза, 6              | 334-М           |
| Будинок міської управи                                      | початок XX сторіччя              | м. Вінниця, вул. М. Грушевського, 2       | 213-М           |
| Водонапірна башта                                           | початок XX сторіччя              | м. Вінниця, вул. М. Грушевського, 11      | 4-Вн            |
| Будинок міської управи                                      | 1910-1912 роки                   | м. Вінниця, вул. М. Грушевського, 17/11   | 22-М            |
| Будинок                                                     | початок XX сторіччя              | м. Вінниця, вул. Інтернаціональна, 2      | 339-М           |
| Палац                                                       | XIX сторіччя                     | м. Вінниця, вул. М. Козицького, 1         | 2-Вн            |
| Прибутковий будинок                                         | кінець XIX — початок XX сторіччя | м. Вінниця, вул. М. Козицького, 22        | 217-М           |
| Будівля готелю «Савой»                                      | XIX сторіччя                     | м. Вінниця, вул. М. Козицького, 36        | 3-Вн            |
| Садиба в П'ятничанах:                                       | кінець XVIII сторіччя            | м. Вінниця, вул. І. Мічуріна, 32          | 958             |
| палац                                                       | кінець XVIII сторіччя            | м. Вінниця, вул. І. Мічуріна, 32          | 958/1           |
| флігель                                                     | кінець XVIII сторіччя            | м. Вінниця, вул. І. Мічуріна, 32          | 958/2           |
| павільйон (руїни)                                           | кінець XVIII сторіччя            | м. Вінниця, вул. І. Мічуріна, 32          | 958/3           |
| Парк                                                        | перша половина XX сторіччя       | м. Вінниця, вул. Мічуріна                 | 297-М           |
| Церква Святого Миколая:                                     | 1746 рік                         | м. Вінниця, вул. В. Маяковського, 6       | 56/1            |
| дзвіниця церкви Святого Миколая                             | 1746 рік                         | м. Вінниця, вул. В. Маяковського, 6       | 56/2            |
| Будинок офіцерів                                            | 1930-ті роки                     | м. Вінниця, пл. Перемоги, 1               | 362-М           |
| Особняк                                                     | початок XX сторіччя              | м. Вінниця, вул. Першотравнева, 66        | 23-М            |
| Комплекс споруд психіатричної лікарні:                      | початок XIX сторіччя             | м. Вінниця, вул. М. Пирогова, 12          | 20-М/1          |
| парк психіатричної лікарні                                  | 1902 рік                         | м. Вінниця, вул. М. Пирогова              | 20-М/2          |
| Садиба М. І. Пирогова:                                      | XIX сторіччя                     | м. Вінниця, вул. М. Пирогова, 155         | 5-Вн/0          |
| церква з усипальницею                                       | XIX сторіччя                     | м. Вінниця, 2-й пров. О. Вишневського, 16 | 5-Вн/3          |
| дзвіниця                                                    | XIX сторіччя                     | м. Вінниця, 2-й пров. О. Вишневського, 16 | 5-Вн/4          |
| будинок житловий                                            | XIX сторіччя                     | м. Вінниця, вул. М. Пирогова, 155         | 5-Вн/1          |
| аптека                                                      | XIX сторіччя                     | м. Вінниця, вул. М. Пирогова, 155         | 5-Вн/2          |
| Особняк капітана О. Четкова                                 | початок XX сторіччя              | м. Вінниця, вул. О. Пушкіна, 38           | 24-М            |
| Комплекс споруд Єзуїтського монастиря:                      | XVII-XVIII сторіччя              | м. Вінниця, вул. Соборна, 17              | 54/0            |
| костел                                                      | 1617 рік                         | м. Вінниця, вул. Соборна, 17              | 54/1            |
| колегіум                                                    | 1617 рік                         | м. Вінниця, вул. Соборна, 17              | 54/2            |
| келії                                                       | XVIII сторіччя                   | м. Вінниця, вул. Соборна, 19              | 54/3            |
| Комплекс споруд Домініканського монастиря:                  | XVII-XVIII сторіччя              | м. Вінниця, вул. Соборна, 23              | 55/0            |
| костел                                                      | 1760 рік                         | м. Вінниця, вул. Соборна, 23              | 55/1            |
| келії                                                       | 1765 рік                         | м. Вінниця, вул. Соборна, 23              | 55/2            |
| башта та мури                                               | 1647 рік                         | м. Вінниця, вул. П. Осипенко, 1           | 55/3            |
| Будинок житловий з еркером                                  | початок XX сторіччя              | м. Вінниця, вул. Соборна, 37/2            | 30-М            |
| Будинок міської думи                                        | 1911 рік                         | м. Вінниця, вул. Соборна, 67              | 28-М            |
| Будинок організацій                                         | 1936-1940 роки                   | м. Вінниця, вул. Соборна, 70/18           | 292-М           |
| Будинок бібліотеки імені К. Тімірязєва                      | 1907 рік, 1936–1950 роки         | м. Вінниця, вул. Соборна, 73              | 373-М           |
| Адміністративний будинок                                    | XX сторіччя                      | м. Вінниця, вул. Соборна, 85              | 379-М           |
| Будинок реального училища                                   | 1891 рік                         | м. Вінниця, вул. Соборна, 87/18           | 27-М            |
| Будівля жіночої гімназії                                    | 1894, 1950 роки                  | м. Вінниця, вул. Соборна, 94              | 225-М           |
| Будівля музично-драматичного театру імені М. К. Садовського | 1910, 1948 роки                  | м. Вінниця, вул. Театральна, 13           | 1-Вн            |
| Будинок графа Д. Ф. Гейдена                                 | 1912 рік                         | м. Вінниця, вул. Л. Толстого, 2           | 295-М           |
| Особняк                                                     | кінець XIX сторіччя              | м. Вінниця, вул. Л. Толстого, 4           | 387-М           |
| Особняк                                                     | кінець XIX — початок XX сторіччя | м. Вінниця, вул. Л. Толстого, 11          | 388-М           |
| Літній театр                                                | початок 1950-х років             | м. Вінниця, вул. Хлібна, 1                | 352-М           |
| Палац                                                       | XIX сторіччя                     | м. Вінниця, вул. В. Чкалова, 15           | 6-Вн            |

## Барський район
| Фортеця                             | 1538-1636 роки       | м. Бар, вул. В. Буняковського, 7    | 960     |
| Будинок реального училища           | 1904-1907 роки       | м. Бар, вул. Героїв Майдану, 5      | 33-М    |
| Будинок житловий                    | 1913 рік             | м. Бар, вул. Святого Миколая, 16    | 227-М   |
| Особняк                             | початок XX сторіччя  | м. Бар, вул. М. Леонтовича, 8       | 228-М   |
| Церква Успіння Пресвятої Богородиці | 1757 рік             | м. Бар, вул. Святого Миколая, 10/22 | 63      |
| Садиба Михальських- Бібікових:      | початок XIX сторіччя | с. Верхівка                         | 233-М   |
| палац                               | початок XIX сторіччя | с. Верхівка                         | 233-м/1 |
| господарська споруда                | початок XIX сторіччя | с. Верхівка                         | 233-м/2 |
| парк                                | початок XIX сторіччя | с. Верхівка                         | 233-м/3 |
| Маєток адмірала Чихачова            | кінець XIX сторіччя  | с. Митки                            | 38-М    |

## Бершадський район
| Стражниця | XVII сторіччя | с. Баланівка | 45-М |

## Вінницький район
| Церква Святого Архангела Михаїла  | 1751 рік                | смт Вороновиця, вул. М. Коцюбинського, 15 | 961   |
| Палац та парк О. Можайського:     | кінець XVIII сторіччя   | смт Вороновиця, вул. Козацький Шлях, 26   | 74/0  |
| палац                             | 1780 рік                | смт Вороновиця, вул. Козацький Шлях, 26   | 74/1  |
| корпус господарський              | 1780 рік                | смт Вороновиця, вул. Козацький Шлях, 26   | 74/2  |
| погріб                            | кінець XVIII сторіччя   | смт Вороновиця, вул. Козацький Шлях, 26   | 74/3  |
| парк                              | середина XVIII сторіччя | смт Вороновиця, вул. Козацький Шлях, 26   | 74/4  |
| Залишки ставки Гітлера "Вервольф" | 1942 рік                | смт Стрижавка                             | 12    |
| Парк                              | XIX сторіччя            | с. Лука-Мелешківська                      | 236-М |

## Гайсинський район
| Будинок гімназії                   | початок XX сторіччя | м. Гайсин, вул. Першотравнева, 56    | 58-М  |
| Особняк                            | початок XX сторіччя | м. Гайсин, вул. Першотравнева, 69    | 60-М  |
| Особняк                            | початок XX сторіччя | м. Гайсин, вул. Б. Хмельницького, 16 | 61-М  |
| Собор Успіння Пресвятої Богородиці | 1867 рік            | с. Тишківська Слобода                | 962/1 |

## Жмеринський район
| Будівля залізничного вокзалу                | 1904 рік                    | м. Жмеринка, пл. Вокзальна             | 7-Вн/1  |
| Будинок приміських кас залізничного вокзалу | 1904 рік                    | м. Жмеринка, пл. Вокзальна             | 7-Вн/2  |
| Будинок гімназії                            | 1909 рік                    | м. Жмеринка, вул. М. Коцюбинського, 39 | 67-М    |
| Комплекс монастиря Святої Трійці:           | 1767-1778 роки              | смт Браїлів, вул. Монастирська, 1      | 68/0    |
| собор Святої Трійці                         | 1767-1778 роки              | смт Браїлів, вул. Монастирська, 1      | 68/1    |
| келії                                       | 1767-1778 роки              | смт Браїлів, вул. Монастирська, 1      | 68/2    |
| брама                                       | кінець XIX сторіччя         | смт Браїлів, вул. Монастирська, 1      | 68/3    |
| Садиба фон Мекк:                            | XIX сторіччя                | смт Браїлів, вул. Чайковського, 13     | 69-М    |
| палац                                       | XIX сторіччя                | смт Браїлів, вул. Чайковського, 13     | 69-М/1  |
| парк                                        | XIX сторіччя                | смт Браїлів, вул. Чайковського, 13     | 69-М/2  |
| Садиба Бахметьєвих:                         | перша половина XIX сторіччя | с. Носківці                            | 73-М    |
| палац                                       | перша половина XIX сторіччя | с. Носківці                            | 73-М/1  |
| манеж                                       | перша половина XIX сторіччя | с. Носківці                            | 73-М/2  |
| парк                                        | перша половина XIX сторіччя | с. Носківці                            | 73-М/3  |
| Палацо-парковий комплекс садиби Орловських: | перша половина XIX сторіччя | с. Северинівка                         | 74-М    |
| палац                                       | перша половина XIX сторіччя | с. Северинівка                         | 74-М/1  |
| скотний двір                                | перша половина XIX сторіччя | с. Северинівка                         | 74-М/2  |
| парк                                        | перша половина XIX сторіччя | с. Северинівка                         | 74-М/3  |
| Парк                                        | XIX сторіччя                | с. Станіславчик                        | 237-М   |
| Садиба Вітославського- Львова:              | 1830 рік                    | с. Чернятин                            | 963/0   |
| палац                                       | 1830 рік                    | с. Чернятин                            | 963/1   |
| брама                                       | 1830 рік                    | с. Чернятин                            | 963/2   |
| флігель господарський                       | 1830 рік                    | с. Чернятин                            | 309-М/1 |
| парк                                        | кінець XVIII сторіччя       | с. Чернятин                            | 309-М/3 |

## Іллінецький район
| Церква Святого Архангела Михаїла | 1764 рік     | смт Дашів, вул. Соборна, 13    | 64    |
| Садиба:                          | XIX сторіччя | смт Дашів, вул. Л. Українки, 2 | 964/0 |
| палац                            | 1887 рік     | смт Дашів, вул. Л. Українки, 2 | 964/1 |
| стайні                           | 1887 рік     | смт Дашів, вул. Л. Українки, 2 | 964/2 |
| флігель                          | 1887 рік     | смт Дашів, вул. Л. Українки, 2 | 310-М |

## Калинівський район
| Палац                            | XIX сторіччя   | с. Гущинці     | 9-Вн  |
| Замок                            | XVIII сторіччя | с. Іванів      | 10-Вн |
| Церква Святого Архангела Михаїла | 1701-1861 роки | с. Нова Гребля | 70    |

## Козятинський район
| Будівля залізничного вокзалу          | 1888-1900 роки | м. Козятин, вул. Вокзальна | 17-Вн/1 |
| Церква Спаса Преображення Господнього | 1661 рік       | с. Поличинці               | 965     |

## Крижопільський район
| Будівля залізничного вокзалу: | 1908 рік     | смт Крижопіль, вул. О. Чабанюка, 17 | 332-м/1 |
| багажне відділення            | 1908 рік     | смт Крижопіль, вул. О. Чабанюка, 17 | 332-м/2 |
| Парк                          | XIX сторіччя | с. Жабокрич                         | 238-М   |
| Садиба Бжозовських:           | XIX сторіччя | с. Соколівка                        | 94-М    |
| палац                         | XIX сторіччя | с. Соколівка                        | 94-М/1  |
| вежа в'їзна з огорожею        | XIX сторіччя | с. Соколівка                        | 94-М/2  |
| господарський комплекс        | XIX сторіччя | с. Соколівка                        | 94-М/3  |
| флігель                       | XIX сторіччя | с. Соколівка                        | 94-М/4  |
| корпус господарський          | XIX сторіччя | с. Соколівка                        | 94-М/5  |
| огорожа кам'яна з воротами    | XIX сторіччя | с. Соколівка                        | 94-М/6  |
| ротонда                       | XIX сторіччя | с. Соколівка                        | 94-М/7  |
| парк                          | XIX сторіччя | с. Соколівка                        | 94-М/8  |
| церква                        | XIX сторіччя | с. Соколівка                        | 94-М/9  |

## Липовецький район
| Садиба Ланге:             | кінець XVIII - початок XIX сторіччя | с. Нападівка     | 71   |
| палац                     | XVIII сторіччя                      | с. Нападівка     | 71/1 |
| Комплекс земської лікарні | початок XX сторіччя                 | с. Нова Прилука  | 97-М |
| Церква Святої Трійці      | початок XX сторіччя                 | с. Нова Прилука  | 967  |
| Палац                     | початок XX сторіччя                 | с. Стара Прилука | 966  |

## Мурованокуриловецький район
| Садиба:                         | XVI-XIX сторіччя            | смт Муровані Курилівці, вул. Спортивна, 1 | 973/0   |
| палац                           | 1805 рік                    | смт Муровані Курилівці, вул. Спортивна, 1 | 973/1   |
| арсенал                         | 1805 рік                    | смт Муровані Курилівці, вул. Спортивна, 1 | 973/2   |
| флігель                         | 1805 рік                    | смт Муровані Курилівці, вул. Спортивна, 1 | 973/3   |
| мури замку                      | XVI сторіччя                | смт Муровані Курилівці, вул. Спортивна, 1 | 973/4   |
| міст                            | 1805 рік                    | смт Муровані Курилівці, вул. Спортивна, 1 | 973/5   |
| парк                            | початок XIX сторіччя        | смт Муровані Курилівці, вул. Спортивна, 1 | 313-М   |
| Особняк цукрозаводчика          | друга половина XIX сторіччя | с. Вищеольчедаїв                          | 137-М   |
| Садиба Колосовських             | XIX сторіччя                | с. Вінож                                  | 135-М   |
| Дзвіниця церкви Святого Миколая | 1701 рік                    | с. Котюжани                               | 975     |
| Садиба С. Ценіної:              | початок XX сторіччя         | с. Котюжани                               | 974/0   |
| палац                           | початок XX сторіччя         | с. Котюжани                               | 974/1   |
| міст                            | початок XX сторіччя         | с. Котюжани                               | 974/2   |
| парк                            | початок XX сторіччя         | с. Котюжани                               | 314-М   |
| Садиба Собанських:              | XIX сторіччя                | с. Михайлівці                             | 140-М   |
| палац                           | XIX сторіччя                | с. Михайлівці                             | 140-М/1 |
| парк                            | XIX сторіччя                | с. Михайлівці                             | 140-М/2 |
| Будинок садиби Розцишевських    | XIX сторіччя                | с. Рівне                                  | 142-М   |

## Немирівський район
| Електростанція та млин                 | XVIII сторіччя        | м. Немирів, вул. М. Горького, 26  | 977   |
| Комплекс споруд Немирівської гімназії: | XIX сторіччя          | м. Немирів, вул. Гімназійна, 27   | 976   |
| корпус чоловічий                       | 1838 рік              | м. Немирів, вул. Гімназійна, 27   | 976/1 |
| корпус жіночий                         | середина XIX сторіччя | м. Немирів, вул. Гімназійна, 27   | 976/2 |
| Особняк                                | початок XX сторіччя   | смт Брацлав, вул. Ю. Гагаріна, 14 | 150-М |
| Будинок клініки                        | кінець XIX сторіччя   | смт Брацлав, вул. 1 Травня, 26    | 326-М |
| Особняк                                | кінець XIX сторіччя   | смт Брацлав, вул. Ф. Енгельса, 30 | 151-М |
| Гімназія                               | 1913 рік              | смт Брацлав, вул. Комінтерну, 7   | 327-М |
| Парк                                   | XVII-XIX сторіччя     | с. Ковалівка                      | 240-М |

## Оратівський район
| Парк                         | друга половина XIX сторіччя | смт Оратів            | 241-М |
| Будівля залізничного вокзалу | друга половина XIX сторіччя | смт Оратів, вул. Миру | 153-М |
| Садиба:                      | 1893 рік                    | с. Бугаївка           | 156/0 |
| маєток                       | 1893 рік                    | с. Бугаївка           | 156/1 |
| парк                         | 1893 рік                    | с. Бугаївка           | 156/2 |

## Піщанський район
| Садиба:                    | XIX сторіччя                | с. Гонорівка | 242-М   |
| палац                      | XIX сторіччя                | с. Гонорівка | 242-М/1 |
| парк                       | XIX сторіччя                | с. Гонорівка | 242-М/2 |
| Садиба графів Чорномських: | XIX сторіччя                | с. Чорномин  | 978/0   |
| палац                      | перша половина XIX сторіччя | с. Чорномин  | 978/1   |

## Погребищенський район
| Палац                            | кінець XVIII сторіччя | с. Андрушівка   | 979   |
| Будинок садибний графа Ігнатьєва | 1910 рік              | с. Круподеринці | 980   |
| Церква-мавзолей                  | 1910 рік              | с. Круподеринці | 981   |
| Парк                             | XVIII-XIX сторіччя    | м. Погребище    | 244-М |
| Парк                             | початок XIX сторіччя  | с. Сніжна       | 243-М |
| Палац                            | XIX сторіччя          | с. Спичинці     | 982/1 |
| Церква Святої Параскеви П'ятниці | 1825 рік              | с. Старостинці  | 983   |

## Тиврівський район
| Садиба Ярошинських:                                                                     | XVII-XIX сторіччя  | смт Тиврів, вул. Тиверська | 173-М   |
| палац                                                                                   | XVII-XIX сторіччя  | смт Тиврів, вул. Тиверська | 173-М/1 |
| брама                                                                                   | XVII-XIX сторіччя  | смт Тиврів, вул. Тиверська | 173-М/2 |
| парк                                                                                    | XVII-XIX сторіччя  | смт Тиврів, вул. Тиверська | 173-М/3 |
| Будинок колишнього духовного училища, у якому працювали М.Д. Леонтович та К.Г. Стеценко | XIX сторіччя       | смт Тиврів                 | 33      |
| Замок Чарленківський (башта)                                                            | XVI-XVIII сторіччя | с. Селище, вул. Кірова     | 988     |
| Садиба Д.Ф. Гейдена:                                                                    | XIX сторіччя       | смт Сутиски, вул. Соборна  | 176-М   |
| флігель                                                                                 | XIX сторіччя       | смт Сутиски, вул. Соборна  | 176-М/1 |
| вежа                                                                                    | XIX сторіччя       | смт Сутиски, вул. Соборна  | 176-М/2 |
| сторожка                                                                                | XIX сторіччя       | смт Сутиски, вул. Соборна  | 176-М/3 |
| парк                                                                                    | XIX сторіччя       | смт Сутиски, вул. Соборна  | 176-М/4 |

## Томашпільський район
| Садиба:                             | кінець XVIII - друга половина XIX сторіччя | с. Антопіль, вул. Жовтнева, 59  | 984   |
| палац                               | кінець XVIII сторіччя                      | с. Антопіль, вул. Жовтнева, 59  | 984/1 |
| будинок господарський               | 1911 рік                                   | с. Антопіль, вул. Жовтнева, 59  | 984/2 |
| брама                               | XIX сторіччя                               | с. Антопіль, вул. Жовтнева, 59  | 984/3 |
| Садиба:                             | XIX сторіччя                               | с. Комаргород, вул. Соборна, 14 | 985   |
| палац                               | перша половина XIX сторіччя                | с. Комаргород, вул. Соборна, 14 | 985/1 |
| парк                                | кінець XIX сторіччя                        | с. Комаргород, вул. Соборна, 14 | 985/2 |
| Костел                              | 1770 рік                                   | с. Комаргород, вул. Соборна, 6  | 986   |
| Церква Успіння Пресвятої Богородиці | 1767 рік                                   | с. Марківка, вул. Шкільна, 83   | 987   |

## Тростянецький район
| Садиба Собанських:       | кінець XIX сторіччя | с. Верхівка | 989/0 |
| палац                    | кінець XIX сторіччя | с. Верхівка | 989/1 |
| стайні                   | кінець XIX сторіччя | с. Верхівка | 989/2 |
| брама                    | кінець XIX сторіччя | с. Верхівка | 989/3 |
| парк                     | кінець XIX сторіччя | с. Верхівка | 989/4 |
| Палацо-парковий ансамбль | кінець XIX сторіччя | с. Ободівка | 181-м |

## Тульчинський район
| Будинок декабристів                          | кінець XVIII сторіччя | м. Тульчин, вул. Ю. Гагаріна, 1    | 60      |
| Церква Успіння Пресвятої Богородиці          | 1789 рік              | м. Тульчин, вул. Ю. Гагаріна, 11   | 61/1    |
| Дзвіниця церкви Успіння Пресвятої Богородиці | 1789 рік              | м. Тульчин, вул. Ю. Гагаріна, 11   | 61/2    |
| Палац Потоцьких малий (новий)                | 1775 рік              | м. Тульчин, вул. М. Леонтовича, 55 | 58      |
| Комплекс старого палацу Потоцьких:           | 1757-1782 роки        | м. Тульчин, вул. Незалежності, 19  | 59/0    |
| палац                                        | 1757 рік              | м. Тульчин, вул. Незалежності, 19  | 59/1    |
| театр                                        | 1757 рік              | м. Тульчин, вул. Незалежності, 19  | 59/2    |
| Костел домініканців з келіями                | 1780 рік              | м. Тульчин, вул. М. Леонтовича, 41 | 992     |
| Замок-палац                                  | XVIII сторіччя        | смт Шпиків                         | 196-М   |
| Церква Різдва Пресвятої Богородиці           | 1762 рік              | с. Печера                          | 993/1   |
| дзвіниця                                     | 1762 рік              | с. Печера                          | 993/2   |
| Садиба:                                      | XIX сторіччя          | с. Тиманівка                       | 193-М   |
| палац                                        | XIX сторіччя          | с. Тиманівка                       | 193-М/1 |
| парк                                         | XIX сторіччя          | с. Тиманівка                       | 193-М/2 |
| Садибний будинок                             | кінець XVIII сторіччя | с. Тиманівка                       | 194-М   |

## Хмільницький район
| Садиба:                                  | XVI-XX сторіччя        | м. Хмільник, вул. Т. Шевченка, 1  | 994   |
| палац                                    | 1916 рік               | м. Хмільник, вул. Т. Шевченка, 1  | 994/1 |
| башта замку                              | XVI сторіччя           | м. Хмільник, вул. Т. Шевченка, 1  | 994/2 |
| міст                                     | 1915 рік               | м. Хмільник, вул. Т. Шевченка, 1  | 994/3 |
| Костел Усікновення глави Іоанна Предтечі | 1728 рік               | м. Хмільник, вул. Т. Шевченка, 7  | 995   |
| Будинок земського лікаря                 | кінець XIX-XX сторіччя | м. Хмільник, вул. Т. Шевченка, 35 | 300-М |
| Церква Вознесіння Господнього            | 1777 рік               | с. Уланів, вул. Набережна, 11     | 996   |

## Чечельницький район
| Парк | кінець XIX - початок XX сторіччя | смт Чечельник | 245-М |

## Шаргородський район
| Синагога                                             | 1589 рік                            | м. Шаргород, вул. Княгині Ольги, 2    | 67      |
| Комплекс споруд монастиря Святого Миколая:           | XVIII-XIX сторіччя                  | м. Шаргород, вул. Героїв Майдану, 207 | 65      |
| собор Святого Миколая                                | 1829 рік                            | м. Шаргород, вул. Героїв Майдану, 207 | 65/1    |
| корпус прибрамний з дзвіницею                        | кінець XVIII - початок XIX сторіччя | м. Шаргород, вул. Героїв Майдану, 207 | 65/2    |
| корпус братський з церквою Святого Архангела Михаїла | XVIII сторіччя                      | м. Шаргород, вул. Героїв Майдану, 209 | 65/3    |
| башта наріжна і мури                                 | кінець XVIII - початок XIX сторіччя | м. Шаргород, вул. Героїв Майдану, 207 | 65/4    |
| служби монастирські                                  | XIX сторіччя                        | м. Шаргород, вул. Героїв Майдану, 211 | 65/5    |
| Костел Святого Флоріана Шарого                       | 1595 рік                            | м. Шаргород, вул. Героїв Майдану, 216 | 66/1    |
| Садиба Потоцького:                                   | XIX сторіччя                        | с. Деребчин                           | 201-М   |
| будинок садівника                                    | XIX сторіччя                        | с. Деребчин                           | 201-М/1 |
| парк                                                 | XIX сторіччя                        | с. Деребчин                           | 201-М/2 |
| Церква Покрови Пресвятої Богородиці                  | 1700-1702 роки                      | с. Лозова, вул. Вінницька             | 1001/1  |
| дзвіниця                                             | 1700-1702 роки                      | с. Лозова, вул. Вінницька             | 1001/2  |
| Церква Святого Миколая:                              | 1752 рік                            | с. Лозова, вул. Вінницька             | 1002/1  |
| дзвіниця                                             | 1752 рік                            | с. Лозова, вул. Вінницька             | 1002/2  |
| Костел Непорочного зачаття Діви Марії                | 1627 рік                            | с. Мурафа, вул. Дружби                | 999/1   |
| Садиба Баланових:                                    | XVIII-XIX сторіччя                  | с. Рахни Лісові                       | 207-М   |
| будинок садиби                                       | XIX сторіччя                        | с. Рахни Лісові                       | 207-М/1 |
| парк                                                 | XIX сторіччя                        | с. Рахни Лісові                       | 207-М/2 |
| Церква Різдва Пресвятої Богородиці                   | 1750 рік                            | с. Слобода Шаргородська               | 69      |
| Парк                                                 | XIX сторіччя                        | с. Федорівка                          | 246-М   |

## Ямпільський район
| Башта замку                                              | XVII сторіччя      | с. Буша, вул. І. Богуна, 12а | 1004    |
| Храм печерний давньослов'янський з "Бушинським рельєфом" | IX-XVIII сторіччя  | с. Буша, вул. І. Богуна, 18а | 1003    |
| Історико-ландшафтний парк:                               | XVIII-XIX сторіччя | с. Буша, вул. І. Богуна      | 247-м/1 |
| кладовище з пам'ятниками                                 | XVIII-XIX сторіччя | с. Буша, вул. І. Богуна      | 247-м/2 |